# Volta a Michoacán
La Volta a Michoacán (oficialment Vuelta Internacional Ciclista Michoacán) és una cursa ciclista per etapes que es disputa a Mèxic. La primera edició es disputà el 2011 i des del 2018 i forma part de l'UCI Amèrica Tour, amb una categoria 2.2.

## Palmarès
| Any  | Vencedor                     | Segon                  | Tercer                   |
| ---- | ---------------------------- | ---------------------- | ------------------------ |
| 2011 | Víctor Manuel García Estévez | Carlos López González  | Francisco Matamoros      |
| 2012 | Florencio Ramos              | Bernardo Colex         | Carlos López González    |
| 2013 | Víctor Manuel García Estévez | José Ramón Aguirre     | Juan Pablo Magallanes    |
| 2014 | Juan Antonio Aguirre         | Jairo López            | Florencio Ramos          |
| 2015 | Ignacio Prado Juárez         | Ulises Castillo        | José Manuel García Ponce |
| 2017 | Moisés Aldape                | José Ramón Aguirre     | Héctor Rangel            |
| 2018 | Nicolás Paredes Avellaneda   | Román Villalobos Solis | Óscar Sánchez Guarín     |